# Большие Яльчики
Большие Яльчики (чув. Аслӑ Елчӗк) — село в Яльчикском муниципальном округе Чувашской Республики России.

## География
Село находится в 3-3,5 км к востоку от села Яльчики и в 120 км к юго-востоку от Чебоксар. На востоке граничит с селом Аксу (Татарстан).

## Название
Согласно одной из версий русское название села Яльчики произошло от чувашского словосочетания «ял чики» (граница деревни, села). Согласно другой версии, название села произошло от названия деревни из которой были первые переселенцы — Карамышево (Яльчики).

## История
Согласно легенде село было основано воинами-чувашами Пичура и Патарша, которые получили эти земли от Ивана Грозного за храбрость, проявленную при осаде Казани в 1552 году.
Согласно достоверным источникам село было основано переселенцами — чувашами-язычниками, ясачными людьми деревни Карамышево (Яльчики) Яльчиковской волости (в современном Козловском районе) в 1587—88 годах.
В XIX веке село входило в Алексеевскую волость Тетюшского уезда Казанской губернии. В 1858 году за селом числилось 2602 га пахотной земли и 431 га леса. В 1885 году отмечалось, что село имеет развитое садоводство.
С 25 июня 1920 года село входило в Тетюшский кантон ТАССР, с 19 ноября 1921 года — в Малояльчиковскую волость Батыревского ЧАО ЧАССР. С 1 октября 1927 года — в Большеяльчиковский сельсовет Малояльчиковского района, с 19 мая 1935 года — в Яльчиковский район. 20 декабря 1962 года село передано в Батыревский район, с 14 марта 1965 года — вновь в Яльчиковский район. В 1991 году Большеяльчиковский сельсовет реформирован в Большеяльчиковскую сельскую администрацию.
Село было радиофицировано в 1958 году, электрифицировано в 1967 году, газифицировано в 1998—2004 годах.
В годы Великой Отечественной войны в ряды Вооруженных Сил было мобилизовано 528 жителей села, из них погибло 218.

## Органы власти
В рамках организации местного самоуправления с 2004 по 2022 гг. в границах села существовало муниципальное образование Большеяльчикское сельское поселение. Упразднено законом от 29 марта 2022 года в рамках преобразования муниципального района со всеми входившими в его состав поселениями путём их объединения в муниципальный округ. С 1 января 2023 года функционирует Большеяльчикский территориальный отдел.

## Демография
Численность населения села изменялось следующим образом:
| Год  | Дворов | Жителей |
| ---- | ------ | ------- |
| 1719 | 53     | 240     |
| 1785 | 135    | 324     |
| 1858 | 146    | 970     |
| 1897 | 286    | 1756    |
| 1917 | 384    | 2175    |
| 2004 | 714    | 2429    |

| 2010  | 2012  | 2013  | 2014  | 2015  | 2016  | 2017  |
| ----- | ----- | ----- | ----- | ----- | ----- | ----- |
| 1800  | ↘1763 | ↘1748 | ↘1724 | ↘1695 | ↘1620 | ↘1549 |
| 2018  | 2019  | 2020  | 2021  |       |       |       |
| ↘1515 | ↘1466 | ↘1408 | ↘1386 |       |       |       |

## Инфраструктура
В селе имеются: школа, церковь, отделение связи, отделение врача общей практики, детский сад.

## Знаменитые жители и уроженцы
- Агеев, Владимир Иванович (1932—2024)— советский чувашский живописец.
- Волков, Геннадий Никандрович (1927—2010)— профессор, доктор педагогических наук, академик Российской академии образования, писатель-прозаик, основатель этнопедагогики.

## Достопримечательности
В селе имелся храм Воскресения Христова, построенный в 2005—2018 годах.